# Hematolita
L'hematolita és un mineral de la classe dels fosfats. Fou anomenada així per Lars Johan Igelstrom l'any 1884; rep el nom del grec αίμα (sang) i λίθος (pedra o roca) pel seu color vermell que recorda al de la sang. Sol formar cristalls plans de menys d'un mil·límetre de diàmetre i crostes, tots dos hàbits presenten el característic color vermell fosc.

## Característiques
L'hematolita és un fosfat de fórmula química (Mn,Mg,Al,Fe3+)15(As5+O₄)₂(As3+O₃)(OH)23. Cristal·litza en el sistema trigonal. La seva duresa a l'escala de Mohs és 3,5.
Segons la classificació de Nickel-Strunz, l'hematolita pertany a «08.BE: Fosfats, etc. amb anions addicionals, sense H₂O, només amb cations de mida mitjana, (OH, etc.):RO₄ > 2:1» juntament amb els següents minerals: grattarolaïta, cornetita, clinoclasa, arhbarita, gilmarita, allactita, flinkita, raadeïta, argandita, clorofenicita, magnesioclorofenicita, gerdtremmelita, dixenita, augelita, kraisslita, mcgovernita, arakiïta, turtmannita, carlfrancisita, synadelfita, holdenita, kolicita, sabel·liïta, jarosewichita, theisita, coparsita i waterhouseïta.

## Formació i jaciments
Ha estat trobada en fissures en calcàries metamorfitzades en cossos mineralitzats de ferro i manganès. Només ha estat descrita a la seva localitat tipus on s'ha trobat associada a manganosita, pirocroïta, magnetita, jacobsita, calcita, barita, fluorita.